# Thord Bengtson
Thord Anders Johannes Bengtson, född 10 december 1916 i Helsingborg, död 5 juli 1997, var en svensk diplomat.

## Biografi
Bengtson var son till direktör Sture Bengtson och Hildur Åberg. Han genomförde handelsstudier 1937-1938 och var anställd inom export- och importföretag i Sverige och Rio de Janeiro 1938-1941. Bengtson var honorärattaché i Rio de Janeiro 1942, tjänstgjorde vid Utrikesdepartementet (UD) 1946, var handelsattaché i Rio de Janeiro 1947 och tjänstgjorde vid UD 1950. Han var handelsattaché i Pretoria 1951, vicekonsul i Nairobi 1957, i Lima 1963 och konsul i Lusaka 1966 samt i Manila 1967. Bengtson var förste ambassadsekreterare i Washington, D.C. och New York 1969, ambassadråd och chargé d’affaires i Kuwait 1974, ambassadör i Havanna och Kingston 1977, Kuwait, Qatar, Bahrain och Förenade Arabemiraten 1980-1982. Han var konsult vid Gulf Agency Co från 1983.
Han gifte sig 1944 med Geneva Mae Clark (1918-1987), dotter till lantbrukaren Charles Clark och Mellie Burton. De fick 2 barn tvillingarna Cecilia Anne Bengtson och Jan Anders Johannes Bengtson 27 maj 1954. 

## Utmärkelser
- Riddare av Brasilianska Södra korsets orden (RBrasSKO)[2]